# 432

432(사백삼십이)는 431보다 크고 433보다 작은 자연수다.

## 수학
- 합성수로, 그 약수는 총 20개다. (1, 2, 3, 4, 6, 8, 9, 12, 16, 18, 24, 27, 36, 48, 54, 72, 108, 144, 216, 432)
  - 432의 진약수의 합은 808이므로, 432는 과잉수다.
- 6번째 아킬레스 수다. 앞의 아킬레스 수는 392, 다음은 500이다.
- {\displaystyle 432=3^{3}+4^{3}+5^{3}+6^{3}}
  - 연속하는 네 자연수의 세제곱합으로 나타낼 수 있으며, 이 성질을 지닌 앞의 수는 224, 다음 수는 748이다.
- {\displaystyle 55^{2}-1}은 432로 나누어떨어진다.

## 과학
- NGC 432(영어판): 큰부리새자리 방향에 있는 렌즈형은하.

## 교통

### 철도
- 수도권 전철 4호선 총신대입구(이수)역의 역번호.

### 도로
- 고속도로 및 국도
  - 오토루트 432호선(프랑스어판): 프랑스의 고속도로.
  - 일본 432번 국도(일본어판): 히로시마현 다케하라시에서 시마네현 마쓰에시까지 이어지는 일본의 국도.
- 기타 도로
  - 현도 제432호선

## 군사
- U-432(영어판, 독일어판): 제2차 세계 대전에 사용된 나치 독일의 군용 잠수함.

## 문화유산
- 대한민국의 보물 제432호: 태안마애삼존불 (해제)[a]
- 대한민국의 사적 제432호: 해남 윤선도 유적

## 방송
- KT HCN의 KFN 채널 번호.

## 기타
- 연도: 432년, 기원전 432년
- 432 파크 애비뉴: 미국 뉴욕주 맨해튼에 있는 초고층 주상복합 아파트.